# Dommartin-sous-Hans
Dommartin-sous-Hans település Franciaországban, Marne megyében. Lakosainak száma 45 fő (2022. január 1.). Dommartin-sous-Hans Courtémont, Hans, Maffrécourt, La Neuville-au-Pont és Valmy községekkel határos.

## Népesség
A település népességének változása:
| Lakosok száma | 82   | 70   | 53   | 53   | 50   | 54   | 57   | 60   | 55   | 45   |
|               | 1968 | 1982 | 1990 | 2006 | 2013 | 2015 | 2017 | 2019 | 2020 | 2022 |